# Herb gminy Komprachcice
Herb gminy Komprachcice – jeden z symboli gminy Komprachcice.

## Wygląd i symbolika
Herb przedstawia na tarczy starofrancuskiej w polu błękitnym sygnaturkę nawiązującą do drewnianego kościółka z Komprachcic, przeniesionego w latach 40. XX wieku do Ochódz. Kościół zwieńczony jest barokowym hełmem i zakończony iglicą z chorągiewką zwróconą w prawo (kierunek heraldyczny). W dolnej części tarczy, pod sygnaturką, znajduje się figura, wzorowana na stylu gotyckim, która ma przedstawiać św. Jadwigę Śląską, której kult na Górnym Śląsku był i jest bardzo rozpowszechniony. Po obu stronach wieży wznoszą się identyczne konary drzewa (ułożone w stosunku do siebie przeciwstawnie) z zielonymi liśćmi (po prawej stronie sercowatymi, po lewej w kształcie szpilek). Gmina Komprachcice posiada również większą - rozbudowaną formę herbu. Tarczę trzymają wówczas trzymacze heraldyczne - białe (srebrne) koziołki w lekkim skoku. Pod tarczą na czerwonej wstędze znajdują się dawne herby gminne miejscowości wchodzących w skład gminy Komprachcice, używane w okresie rządów niemieckich lub inne symbole, które mają mieć związek z miejscowościami gminy. Nad tarczą, również na czerwonej wstędze, umieszczono napis "Gmina – Komprachcice – Gmina".

## Dawne herby miejscowości wchodzących w skład gminy

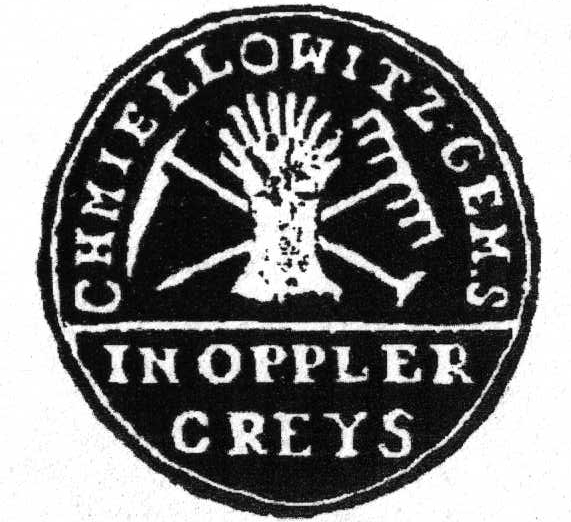
Chmielowice (od 2017 dzielnica Opola)
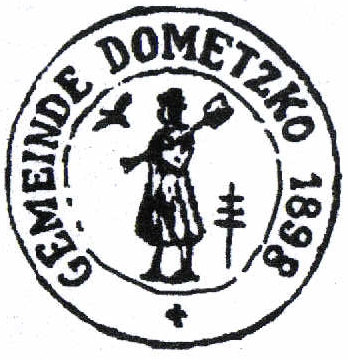
Domecko
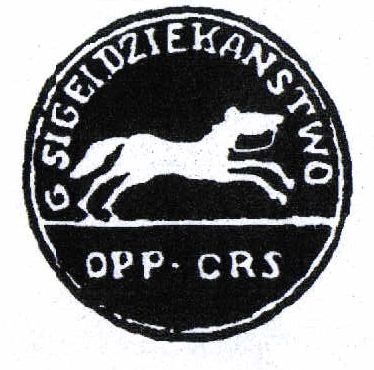
Dziekaństwo
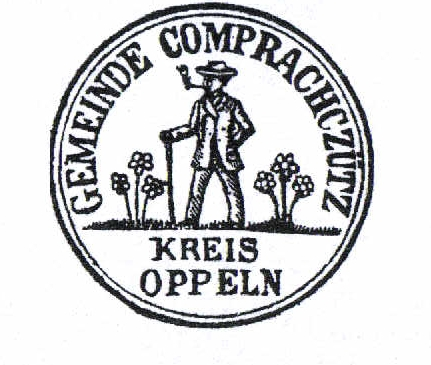
Komprachcice
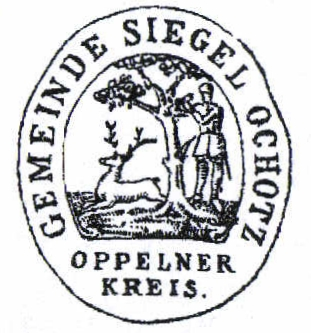
Ochodze
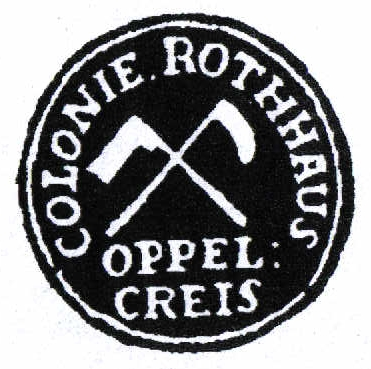
Osiny
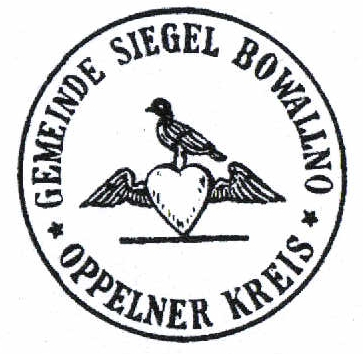
Wawelno
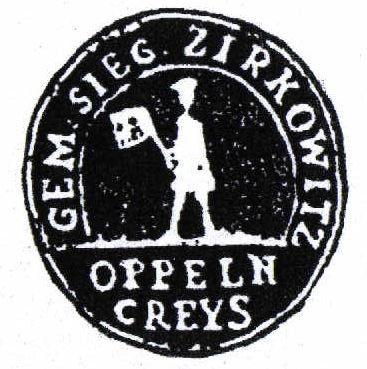
Żerkowice (od 2017 dzielnica Opola)